# Ilona Pfeiffer
Ilona Pfeiffer es una deportista alemana que compitió en acuatlón. Ganó una medalla de oro en el Campeonato Europeo de Acuatlón de 2011.

## Palmarés internacional
| Campeonato Europeo | Campeonato Europeo | Campeonato Europeo | Campeonato Europeo |
| Año                | Lugar              | Medalla            | Prueba             |
| ------------------ | ------------------ | ------------------ | ------------------ |
| 2011               | Colonia (Alemania) | Medalla de oro     | Individual         |